# Tōno, Iwate
Tōno (japanska: 遠野市?, Tōno-shi) är en stad i Iwate prefektur i Japan. Staden fick stadsrättigheter 1954.